# Legaria
Legaria település Spanyolországban, Navarra autonóm közösségben. Legaria Ancín-Antzin, Oco, Etayo és Piedramillera községekkel határos. Lakosainak száma 119 fő (2024).

## Népesség
A település népessége az elmúlt években az alábbi módon változott:
| Lakosok száma | 124  | 123  | 122  | 116  | 109  | 106  | 98   | 111  | 108  | 119  |
|               | 2001 | 2004 | 2007 | 2009 | 2012 | 2014 | 2017 | 2019 | 2022 | 2024 |